# Nuoto ai Giochi della XXVI Olimpiade - 400 metri misti femminili
Hanno partecipato alle batterie di qualificazione 31 atlete: le prime 8 si sono qualificate per la finale A, le successive 8 invece si sono qualificate per la finale B.

## Finale A
20 luglio 1996
| Posizione | Atleta              | Paese       | Tempo   |
| --------- | ------------------- | ----------- | ------- |
|           | Michelle Smith      | Irlanda     | 4:39.18 |
|           | Allison Wagner      | Stati Uniti | 4:42.03 |
|           | Krisztina Egerszegi | Ungheria    | 4:42.53 |
| 4         | Sabine Herbst       | Germania    | 4:45.36 |
| 5         | Emma Johnson        | Australia   | 4:44.02 |
| 6         | Beatrice Coada      | Romania     | 4:44.91 |
| 7         | Lourdes Becerra     | Spagna      | 4:45.17 |
| 8         | Whitney Metzler     | Stati Uniti | 4:46.20 |

## Finale B
| Posizione | Atleta          | Paese     | Tempo   |
| --------- | --------------- | --------- | ------- |
| 9         | Joanne Malar    | Canada    | 4:46.34 |
| 10        | Hana Cerna      | Rep. Ceca | 4:46.78 |
| 11        | Nancy Sweetnam  | Canada    | 4:47.55 |
| 12        | Fumie Kurotori  | Giappone  | 4:47.98 |
| 13        | Hideko Hiranaka | Giappone  | 4:48.72 |
| 14        | Elli Overton    | Australia | 4:50.73 |
| 15        | Yseult Gervy    | Belgio    | 4:52.89 |
| 16        | Pavla Chrástová | Rep. Ceca | 4:56.23 |

## Non qualificate
| Posizione | Atleta                | Paese         | Tempo   |
| --------- | --------------------- | ------------- | ------- |
| 17        | Yan Chen              | Cina          | 4:53.87 |
| 18        | Wu Yanyan             | Cina          | 4:54.07 |
| 19        | Sarah Hardcastle      | Regno Unito   | 4:54.64 |
| 20        | Britta Vestergaard    | Danimarca     | 4:55.03 |
| 21        | Cathleen Rund         | Germania      | 4:55.30 |
| 22        | Carolyn Adel          | Suriname      | 4:55.48 |
| 23        | Mirjana Bosevska      | Macedonia     | 4:55.57 |
| 24        | Anna Wilson           | Nuova Zelanda | 4:55.72 |
| 25        | Katerina Sarakatsani  | Grecia        | 4:56.32 |
| 26        | Daria Šmelёva         | Russia        | 4:57.06 |
| 27        | Praphalsai Minpraphal | Thailandia    | 4:58.33 |
| 28        | Ji-Hyun Lee           | Corea del Sud | 4:59.52 |
| 29        | Shu-Tzu Hsieh         | Taipei cinese | 5:01.70 |
| 30        | Martina Nemec         | Austria       | 5:02.52 |
| 31        | Nadège Cliton         | Francia       | 5:06.46 |